# 李居平
李居平（1897年—？年）。貴州省興義縣城關鎮人。民國37年（1948年）在貴州省第二選區當選第一屆立法委員。

## 生平
- 貴陽模範中學[1]
- 中國國民黨貴州省黨務指導委員會委員[2]、執行委員

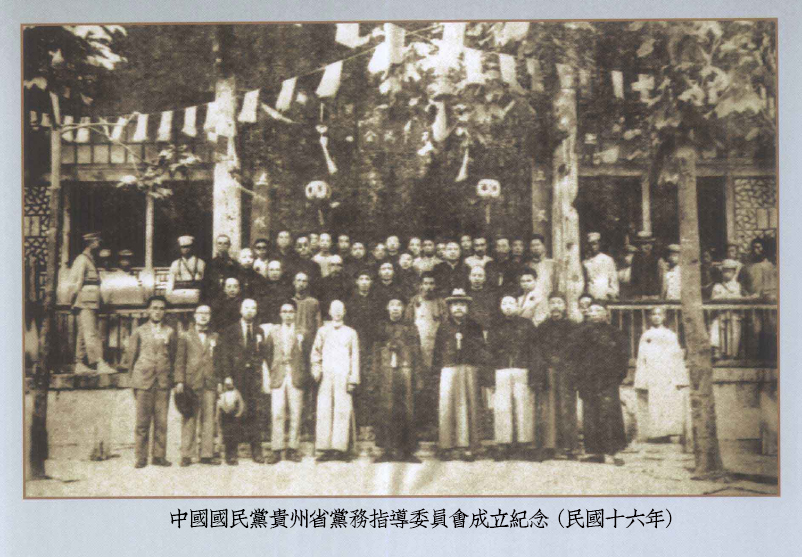
中國國民黨貴州省黨務指導委員會成立紀念（民國十六年）

- 貴州省賑務委員會委員[3]
- 貴州省政府委員[4]
- 貴州大學校務委員會委員[5]
- 民國33年，貴陽市臨時參議會議長[6]
- 民國35年，貴州省參議員[7]
- 1966年，註銷立法委員名籍[8]